# Colonial Heights, Virginia
Colonial Heights är en stad (independent city) och countyfritt område i den amerikanska delstaten Virginia med en folkmängd som enligt United States Census Bureau uppgår till 17 411 invånare (2010).

## Geografi
Staden har en total area på 20,2 km². 19,4 km² av den arean är land och 0,8 km² är vatten. 

### Angränsande countyn
- Chesterfield County - väst, nord, sydost
- Petersburg - independent city - syd
- Prince George County - öst

## Kända personer från Colonial Heights
- Suzanne Rogers, skådespelare